# Belén Alderete
María Belén Alderete Gayoso (nacida el 14 de junio de 1994) es una modelo y ganadora de concursos de belleza paraguaya. Ganó el título de Miss Universo Paraguay 2018 en Reinas de Belleza del Paraguay 2018. Representó a Paraguay en el concurso Miss Universo 2018 en Tailandia el 17 de diciembre de 2018 pero no clasificó. También ha representado a Paraguay en el concurso Reina Hispanoamericana 2018, realizado en Santa Cruz, Bolivia, donde terminó como segunda finalista.

## Participación en concursos de belleza

### Reinas de Belleza del Paraguay 2018
Alderete en representación de Cordillera fue coronada Miss Universo Paraguay en el certamen Reinas de Belleza del Paraguay 2018 el 24 de agosto de 2018, en el Resort Yacht y Golf Club Paraguayo. Fue coronada por la titular saliente Ariela Machado, Miss Universo Paraguay 2017.

### Reina Hispanoamericana 2018
Después de que Ana Livieres renunció como Reina Hispanoamericana Paraguay 2018, Promociones Gloria asignó a Alderete para representar a Paraguay en el concurso Reina Hispanoamericana 2018 en Bolivia, donde terminó como segunda finalista.

### Miss Universo 2018
Como Miss Universo Paraguay, Alderete representó a Paraguay en el concurso Miss Universo 2018 en Tailandia, pero no clasificó al Top 20.